# Parc arqueològic nacional de Tierradentro
El parc arqueològic nacional de Tierradentro (a la província de Tierradentro) és un jaciment arqueològic situat als municipis d'Inza i de Paez, al departament del Cauca, a la conca del riu Magdalena (al sud-oest de Colòmbia). Va ser creat el 1945. El jaciment, declarat patrimoni de la humanitat per la UNESCO el 1995, està relacionat amb la cultura precolombina monolítica de San Agustín (Huila). Està situat a uns 100 quilòmetres de la capital del departament, Poyapán. Destaquen els grans hipogeus escampats per un territori vast al voltant de San Andrés de Pisambalá i agrupats en cinc àrees principals: Alto del Aguacate, Alto de San Andrés, Alto de Segovia, Alto del Duende i El Tablón, i les escultures i estàtues monumentals.

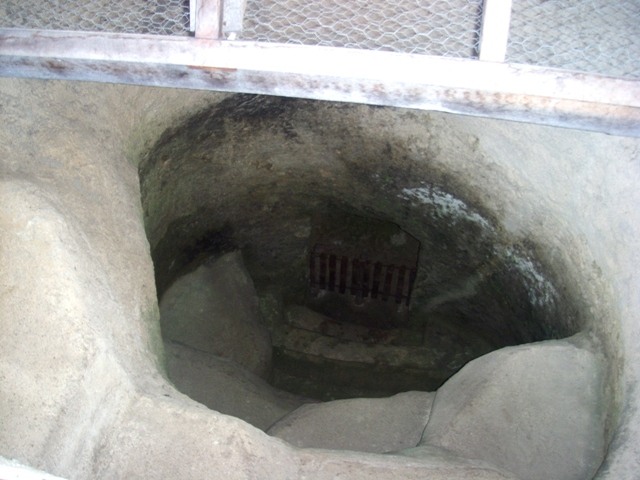
Pou i escala de cargol (accés)

La cultura precolombina que va crear aquest complex funerari, una societat principalment agrícola, va habitar a la regió durant el primer mil·lenni aC i fins a finals del primer mil·lenni dC. Les semblances amb els pobladors de San Agustín rauen sobretot en diversos aspectes de la ceràmica, de l'orfebreria i de les escultures.
Com a norma general els hipogeus representen enterraments col·lectius secundaris, les restes òssies dels quals es dipositaven a les tombes dins d'urnes. Tallats a la roca d'origen volcànic, tenen una entrada orientada a l'oest, una escala en espiral o un pou i una cambra principal, a sota terra, de cinc a vuit metres de la superfície exterior, amb unes quantes cambres més petites al voltant de la central, cadascuna amb un difunt. Les parets estan pintades amb dibuixos geomètrics, antropomòrfics i zoomòrfics de color vermell i negre sobre un fons blanc, les més grans tenen també dues o tres columnes, i en algunes les decoracions estan tallades a la roca formant relleus sobre les parets i/o les columnes. A vegades es troben restes dels aixovars funeraris que van ser saquejats abans que es protegís aquesta gran necròpolis. Entre les restes trobades hi ha algunes estàtues, ceràmica i tèxtils. Aquests enterraments, que reprodueixen l'interior d'un habitatge, són característics del parc i no se n'han trobat enlloc més. Es troben als cims dels turons i a les carenes, formant grups, i acostument a estar situades a prop de les restes de poblacions de l'època. El parc inclou hipogeus que daten d'entre el segle vi i el IX.
Els enterraments primaris s'efectuaven de forma individual i eren temporals, el mort es dipositava en un pou no gaire fons que contenia una petita cambra lateral, s'enterrava acompanyat d'un aixovar funerari. La cambra es tapava amb pedres i s'aïllava del pou. Posteriorment s'exhumaven les restes mortals i es tornaven a enterrar, aquest cop dins d'un hipogeu comunitari.
El nom de la regió prové dels conqueridors espanyols, per la topografia de la zona, ja que està situada en una zona de difícil accés, especialment en època de pluges, és una zona molt muntanyosa amb valls profundes.
Entre els equipaments del parc hi ha dos museus, un arqueològic dedicat a les troballes de la zona, els enterraments i les peces recuperades, i un d'etnogràfic sobre el poble indígena dels paez (també anomenats nasa), que habiten a la zona des de l'època precolombina.

## Galeria fotogràfica

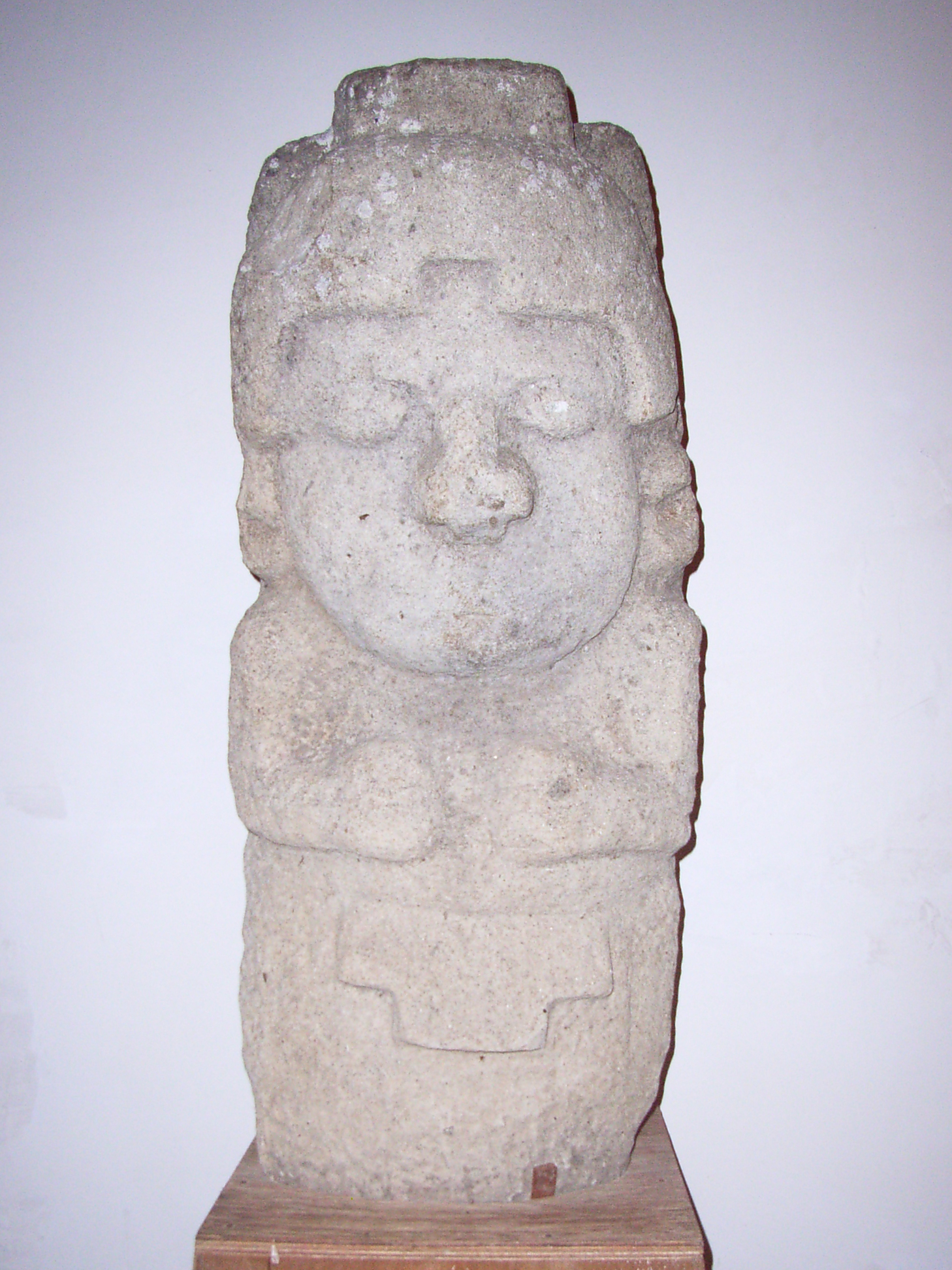
Estàtua exposada al museu
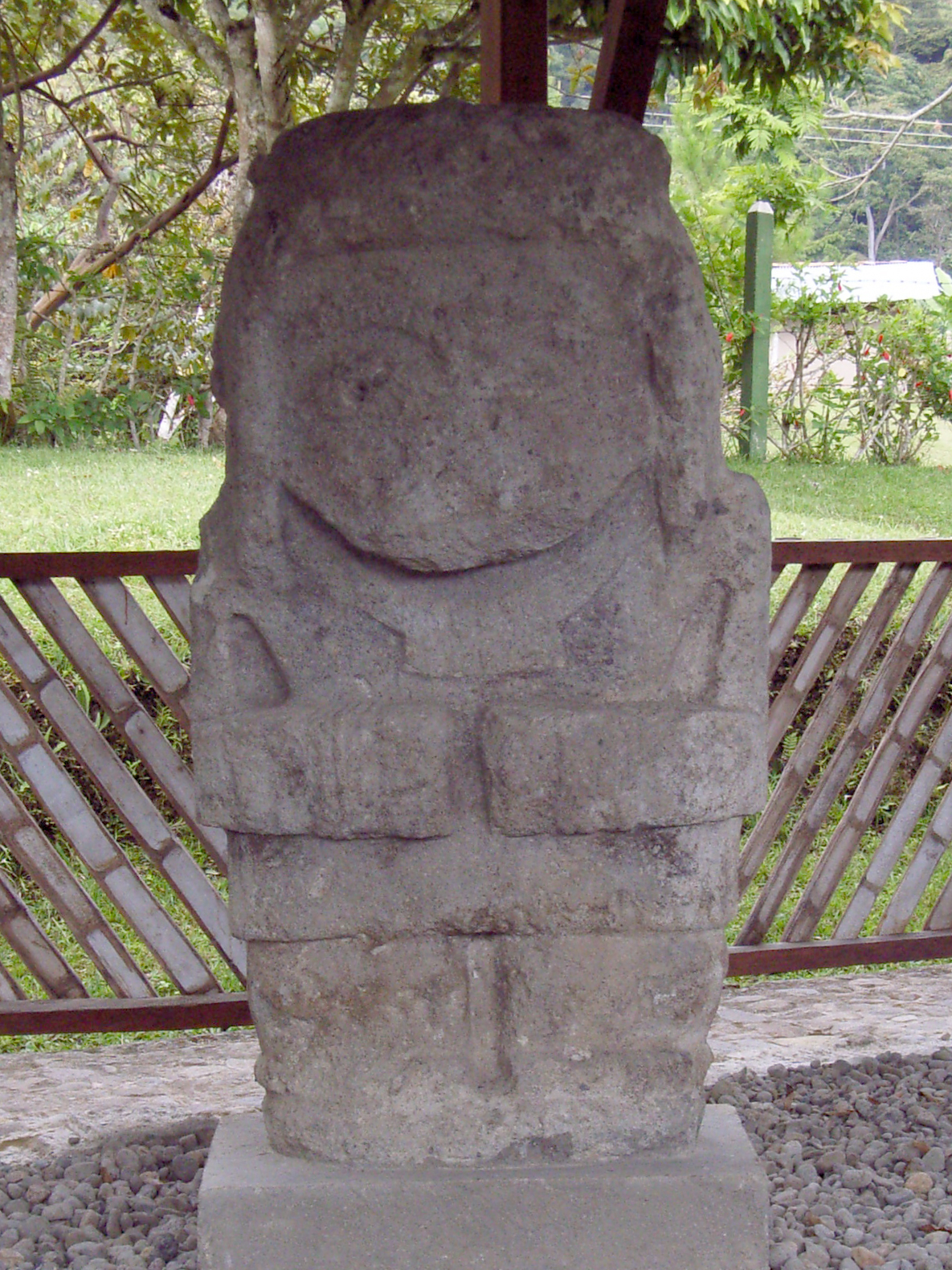
Estàtua a Inzá
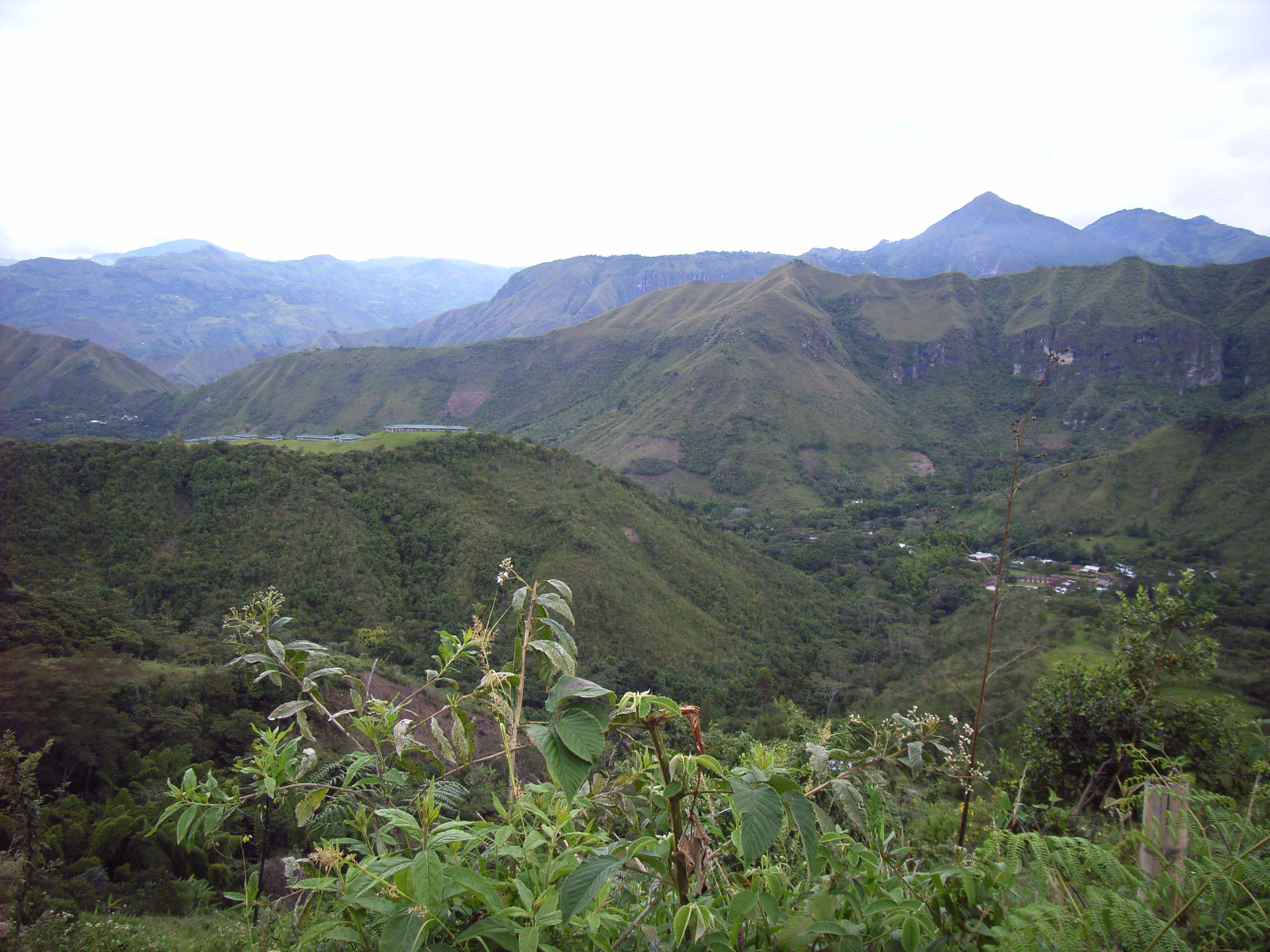
Paisatge de Tierradentro
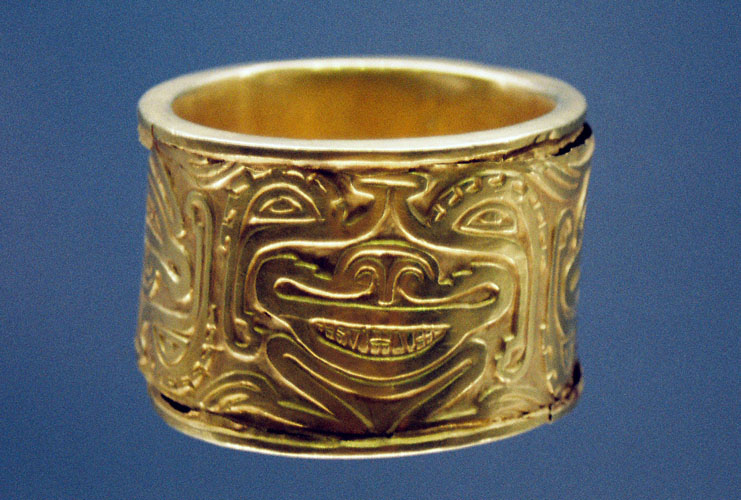
Braçalet
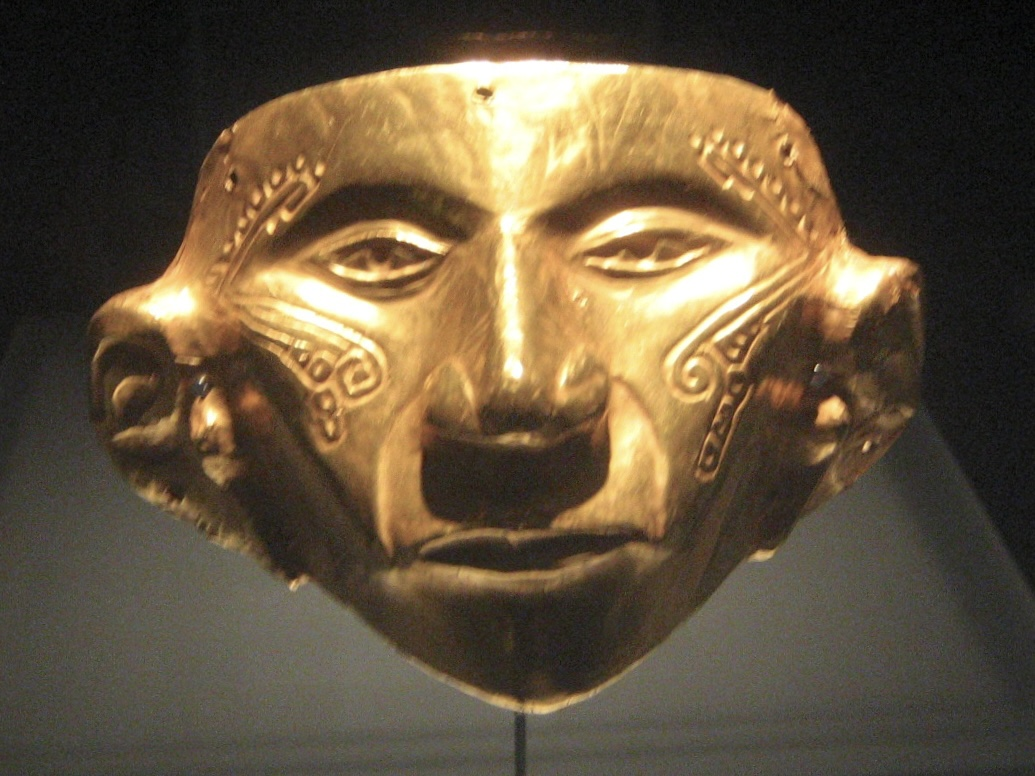
Màscara d'or
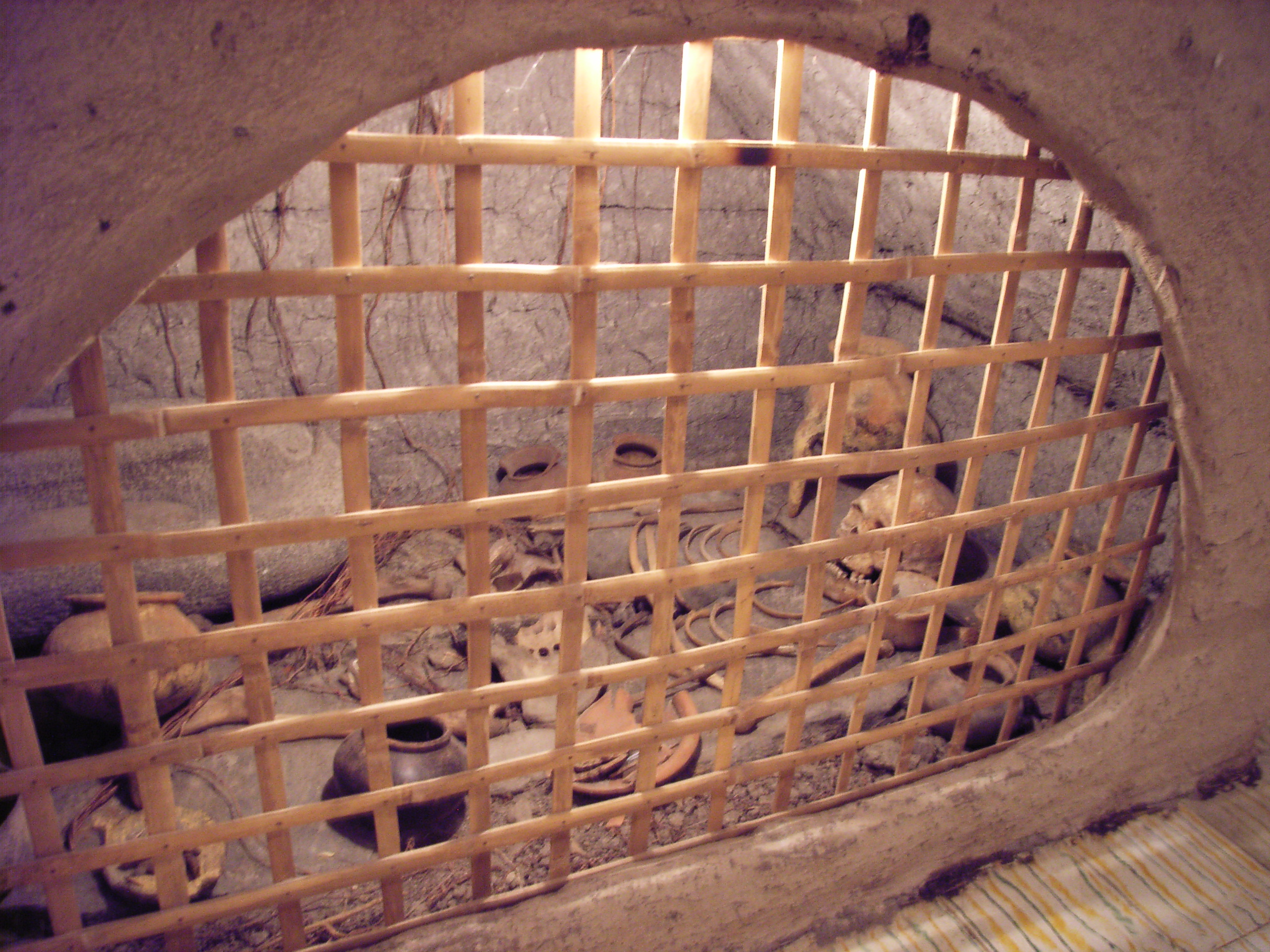
Recreació d'un enterrament al museu
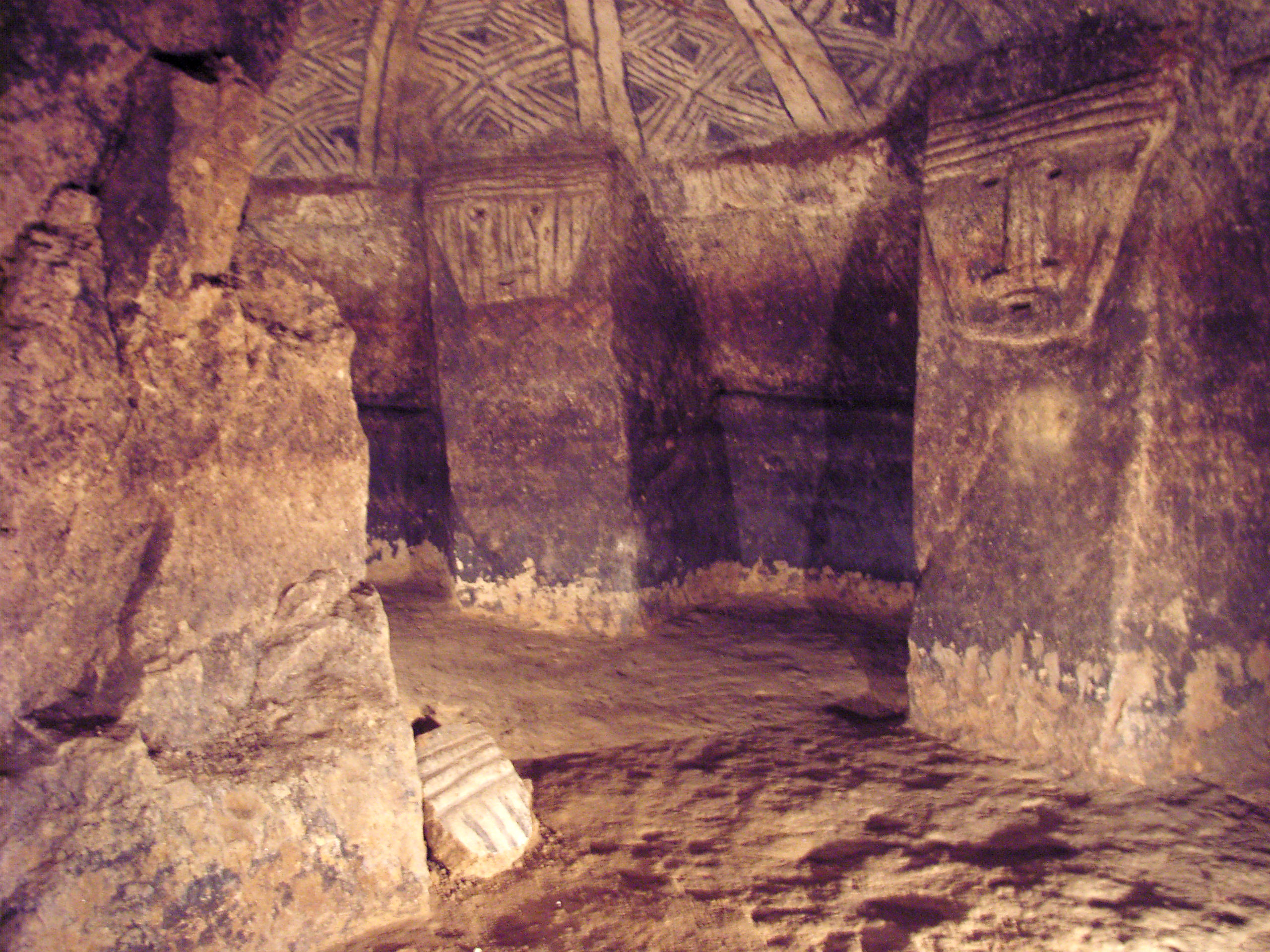
Detall de l'interior d'una tomba
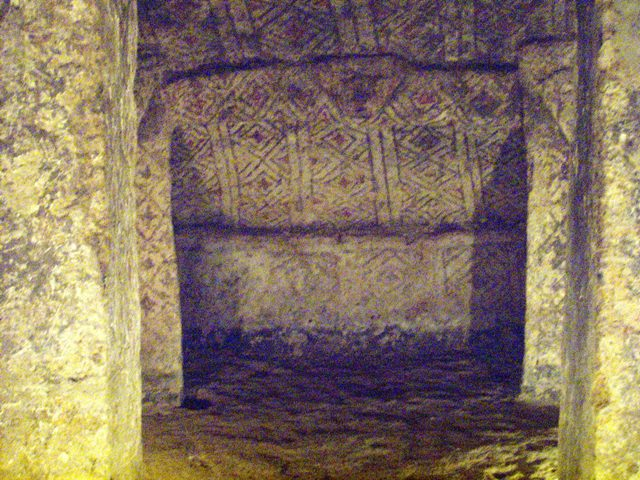
Detall d'una cambra secundària